# Audrey Zarif
Pour les articles homonymes, voir Zarif.
Audrey Zarif  est une pongiste française née le 23 juillet 1998 à Saint-Denis.

## Carrière
Audrey Zarif participe au tournoi féminin de tennis de table aux Jeux olympiques de la jeunesse de 2014 à Nankin.
Elle remporte le double dames de l'Open du Brésil de tennis de table en 2017 avec la Roumaine Bernadette Szőcs.
Elle est médaillée de bronze par équipes aux Jeux méditerranéens de 2018 à Tarragone.
En 2020, elle est sacrée championne de France en double dames avec Laura Gasnier.
Avec Jia Nan Yuan, Pauline Chasselin et Prithika Pavade, elle fait ensuite partie de l'équipe de France médaillée de bronze aux Championnats d'Europe de tennis de table en octobre 2021 à Cluj, premier podium féminin européen depuis 1962.
Elle est sacrée championne de France 2023 en simple, s'imposant en finale contre Charlotte Lutz.
Avec elle, l'équipe de France féminine se classe troisième des championnats d'Europe par équipes en septembre 2023.
En février 2024, elle est médaillée de bronze aux Championnats du monde de tennis de table par équipes 2024, à Busan (Corée du Sud), avec Camille Lutz, Charlotte Lutz, Jia Nan Yuan et Prithika Pavade. L'équipe de France est défaite en demi-finale par la Chine (3 matchs à 0). Cela faisait 33 ans que l'équipe de France féminine n'avait pas remporté de médaille aux championnats du monde par équipes (la dernière étant également une médaille de bronze en 1991).